# Куф-Аб
Куф-Абский район (перс. شهرستان کوف آب‎) пушту د کوف آب ولسوالی‎) — административный район в составе Бадахшанскую провинция, Афганистан.
Районный центр — посёлок городского типа Калаи-Куф.

## География
Куф-Абский район располагается на востоке Бадахшаннской области.